# William Wyss
Pour les articles homonymes, voir Wyss.
William Wyss, née le 23 octobre 1938 à Seeberg (Suisse), est une personnalité politique suisse membre de l'Union démocratique du centre (UDC).

## Biographie
En 1995, il est élu au Conseil national.